# Бонцешть (Вранча)
Бонцешть, Бонцешті (рум. Bonțești) — село у повіті Вранча в Румунії. Входить до складу комуни Кирліджеле.
Село розташоване на відстані 157 км на північний схід від Бухареста, 10 км на захід від Фокшан, 81 км на захід від Галаца, 112 км на схід від Брашова.

## Населення
За даними перепису населення 2002 року у селі проживали 464 особи, усі — румуни. Усі жителі села рідною мовою назвали румунську.